# Gyeseong-myeon
Gyeseong-myeon (koreanska: 계성면) är en socken i kommunen Changnyeong-gun i provinsen Södra Gyeongsang i den sydöstra delen av Sydkorea, 270 km sydost om huvudstaden Seoul. 